# Mason Park
Mason Alexander Park (Fairfax, 12 de julho de 1995) trabalha com atuação, tendo começado sua carreira no teatro regional, ganhando um Prêmio Helen Hayes. Desde então, Mason tem se apresentado nos palcos do West End de Londres. Na televisão, são mais conhecidos seus papéis nas adaptações da Netflix do anime Cowboy Bebop (2021) e da história em quadrinhos The Sandman (2022-2025), e no revival de Quantum Leap (2022-2024) na NBC. Seus filmes incluem National Anthem (2023).

## Vida pregressa
Mason Park nasceu em Fairfax, Virgínia, e mudou-se bastante quando era criança por causa do trabalho do pai. Até que se estabeleceram na Carolina do Norte. Mason é descendente de espanhóis e de mexicanos. Descobriu seu apreço pela atuação em um acampamento de verão no Texas. Depois de sofrer bullying na escola, Park foi para Los Angeles com a mãe e matriculou-se na Grand Arts High School.
Em 2012, Mason foi uma das duas pessoas de escolas de ensino médio do Condado de Los Angeles a ganhar o Prêmio Jerry Herman High School Musical Theatre de Los Angeles, por seu papel como Cornelius em Hello, Dolly!. Ambas pessoas compareceram ao Jimmy Awards na cidade de Nova York como finalistas.
Mason Park se formou em 2016 como Bacharel em Artes, com ênfase em Teatro Musical, pela Point Park University, de Pittsburgh.

## Carreira
Mason Park começou a carreira ainda adolescente, atuando como Toby Peterson em um episódio de 2011 da série iCarly, da Nickelodeon; tendo reprisado o papel no reboot de iCarly, em 2023.
Em 2015 e 2016, Mason trabalhou com a Pittsburgh Civic Light Opera (CLO) em produções como Mary Poppins e South Pacific no Benedum Center, e Altar Boyz no Greer Cabaret Theatre. Park alternou o papel titular de Hedwig na turnê americana de 2017 de Hedwig and the Angry Inch. Mais tarde, retornou ao papel em 2021 no Olney Theatre Center. Interpretou o Dr. Frank N Furter em The Rocky Horror Show, em 2018, no Bucks County Playhouse; foi o Mestre de Cerimônias de Cabaret, no Olney Theatre Center, em 2019, que rendeu a Mason um prêmio Helen Hayes; e interpretou Charlotte em I Am My Own Wife, no Long Wharf Theatre, em 2020.
Mason Park retornou à televisão para o papel de Gren na versão live-action da Netflix do anime Cowboy Bebop, que foi lançado em 2021. No mesmo ano, fez um show solo em Nova York intitulado The Pansy Craze. Em 2022, interpretou a entidade andrógina Desire, em The Sandman, uma adaptação da Netflix dos quadrinhos de Neil Gaiman, bem como Ian Wright no revival Quantum Leap, na NBC.
Mason fez sua estreia no West End quando mais uma vez interpretou o Mestre de Cerimônias, de Cabaret, no Playhouse Theatre, em 2023. Também estrelou como Ariel, na produção de Jamie Lloyd de A Tempestade, de Shakespeare, ao lado de Sigourney Weaver, no Theatre Royal Drury Lane, em Londres, do final de 2024 ao início de 2025. Atualmente, estrela como Margaret na produção de Jamie Lloyd de Muito Barulho por Nada, também de Shakespeare, estrelado por Tom Hiddleston e Hayley Atwell, em Londres, no Theatre Royal Drury Lane, começando em 10 de fevereiro de 2025 e indo até 5 de abril de 2025.

## Vida pessoal
Em 26 de julho de 2024, Mason Park declarou no X que faz parte da comunidade transgênero. É uma pessoa não-binária e usa os pronomes they/them no singular e ela/dela.

## Atuação

### Filmes
| Ano  | Título                 | Papel     | Notas                                |
| ---- | ---------------------- | --------- | ------------------------------------ |
| 2015 | Não no meu quintal     | Estudante |                                      |
| 2019 | Antes que você perceba | Amigo     |                                      |
| 2023 | Hino Nacional          | Carrie    | Indicado ao Independent Spirit Award |

### Televisão
| Ano       | Título                                  | Papel         | Notas                                    |
| --------- | --------------------------------------- | ------------- | ---------------------------------------- |
| 2010      | Pizza e Karaokê                         |               | Filme para televisão                     |
| 2011      | iCarly                                  | Toby Peterson | Episódio: "iLove You"                    |
| 2012      | Broadway ou Busto                       | Auto          |                                          |
| 2013      | As aventuras épicas de Bucket e Skinner | Toby          | 2 episódios                              |
| 2020      | Agindo por uma causa                    | Vários        |                                          |
| 2021      | Cowboy Bebop                            | Gren          | 5 episódios                              |
| 2022      | A Lenda de Vox Machina                  | Taverneiro    | Papel de voz                             |
| 2022-2025 | O Sandman                               | Desejo        | Papel principal                          |
| 2022–2024 | Salto Quântico                          | Ian Wright    | Papel principal                          |
| 2023      | iCarly                                  | Toby Peterson | Episódio: "iReunited e pareceu tudo bem" |

### Pontas
| Ano  | Título                       | Papel                   | Notas |
| ---- | ---------------------------- | ----------------------- | --- |
| 2015 | Mary Poppins                 | Senhorita Andrew        | Benedum Center, Pittsburgh CLO                                                                                               |
| 2015 | Altar Boyz                   | Marca                   | Teatro Greer Cabaret, CLO |
| 2015 | Despertar da Primavera       | Moritz                  | Teatro Greer Cabaret |
| 2016 | Pacífico Sul                 | Professor               | Centro Benedum, CLO |
| 2017 | Edwiges e a polegada furiosa | Edwiges                 | Turnê pelos EUA |
| 2018 | O Show de Horror Rocky       | Dr. Frank N Furter      | Bucks County Playhouse, New Haven                                                                                            |
| 2019 | Cabaré                       | Mestre de cerimônias    | Centro de Teatro Olney |
| 2020 | Eu sou minha própria esposa  | Charlotte von Mahlsdorf | Teatro Long Wharf, New Haven                                                                                                 |
| 2021 | Edwiges e a polegada furiosa | Edwiges                 | Centro de Teatro Olney |
| 2021 | A mania dos amores-perfeitos | Exposição individual    | The Green Room 42, Chelsea Table + Stage, Nova York                                                                          |
| 2023 | Cabaré                       | Mestre de cerimônias    | Playhouse Theatre, Londres, estreia no West End Indicado para Melhor Performance de Aquisição no WhatsOnStage Awards de 2024 |
| 2024 | Idiota Americano             | São Jimmy               | Teatro Deaf West, Los Angeles                                                                                                |
| 2024 | A Tempestade                 | Ariel                   | Theatre Royal, Drury Lane, Londres                                                                                           |
| 2025 | Muito Barulho por Nada       | Margarida               | Theatre Royal, Drury Lane, Londres                                                                                           |

### Internet
| Ano  | Título      | Papel | Notas  |
| ---- | ----------- | ----- | ------ |
| 2017 | TranspLAnts | Mas   | [ 17 ] |

### Áudio
| Ano  | Título         | Papel   | Notas  |
| ---- | -------------- | ------- | ------ |
| 2019 | Loveville High | Jendrix | [ 18 ] |

## Prêmios e indicações
| Ano  | Prêmio                     | Categoria                        | Trabalhar     | Resultado | Ref.   |
| ---- | -------------------------- | -------------------------------- | ------------- | --------- | ------ |
| 2020 | Prêmios Helen Hayes        | Melhor Ator Principal em Musical | Cabaré        | Venceu    | [ 19 ] |
| 2024 | Prêmios WhatsOnStage       | Melhor Desempenho de Aquisição   | Cabaré        | Indicação | [ 20 ] |
| 2025 | Prêmios Independent Spirit | Melhor Performance Revelação     | Hino Nacional | Indicação | [ 21 ] |